# 연합 아일랜드인회
연합 아일랜드인회(Society of United Irishmen)는 18세기 아일랜드에서 조직된 자유주의 성향의 정치단체이다. 처음에는 의회정치를 통한 현실개혁을 추구하였으나, 미국 독립전쟁과 프랑스 혁명의 영향을 받아 공화주의 혁명단체로 변모하였다. 1798년 아일랜드 섬에서 영국의 지배를 몰아내고 독립 공화국을 세우기 위한 반란을 일으켰으나 실패했다.